# Tebufenozid
Tebufenozid ist eine chemische Verbindung aus der Gruppe der Diacylhydrazine und wird unter dem Handelsnamen Mimic als Insektizid verwendet. 

## Gewinnung und Darstellung
Tebufenozid kann durch Umsetzung von tert-Butylhydrazin, 4-Ethylbenzoylchlorid und 3,5-Dimethylbenzoylchlorid hergestellt werden.

## Wirkung und Verwendung
Tebufenozid wirkt als Agonist des Ecdyson-Rezeptors und wird eingesetzt, um eine verfrühte Häutung von noch unreifen Larvenstadien auszulösen. Die Wirkung von Tebufenozid richtet sich hochselektiv gegen Schmetterlinge.
Das Insektizid wird eingesetzt gegen Schädlinge im Obst- und Weinbau wie den Apfelwickler, den Fruchtschalenwickler und den Einbindigen und Bekreuzten Traubenwickler. Die Massenvermehrung des Schwammspinners in Eichenwäldern wird mit Tebufenozid bekämpft.

## Zulassung
Die EU-Kommission nahm Tebufenozid 2008 nicht in die Liste der zulässigen Wirkstoffe von Pflanzenschutzmitteln auf, da der Antragsteller seinen Antrag nach Erhalt des Bewertungsbericht-Entwurfs zurückgezogen hatte. Nachdem erneut ein Antrag auf Zulassung gestellt worden war, stimmte die EU-Kommission 2011 einer Aufnahme zu.
Tebufenozid ist in Deutschland, Österreich und der Schweiz in zugelassenen Pflanzenschutzmitteln enthalten.